# Topolino e il canguro
Topolino e il canguro (Mickey's Kangaroo) è un cortometraggio di Topolino del 1935 il suo 76º in totale, ultimo ad essere girato in bianco e nero.

## In altre lingue
- Mickys kanguruh
- Musse Piggs kanguru